# عبد الله توريه (سياسي)
عبد الله توريه (بالفرنسية: Abdoulaye Touré)‏ هو دبلوماسي وسياسي مالي، ولد في 1920 في كانكان في غينيا، وتوفي في 1 يوليو 1985 في كينديا في غينيا. نشط حزبياً في الحزب الديمقراطي الغيني - التجمع الديمقراطي الأفريقي.